# Thomas Valqui
Thomas Holger Valqui Haase (* Mai 1966 in Lima, Peru), meist Thomas Valqui in Publikationen, ist ein peruanischer Ornithologe. Sein Forschungsschwerpunkt ist die Avifauna Perus.

## Leben
Valqui ist der Sohn von Holger Gustavo Valqui Casas und Ana Maria Haase Goldkuhle. Nach der Absolvierung der Grundschule und der Oberschule machte er 1986 sein Abitur an der Deutschen Schule Alexander von Humboldt Lima. 1992 erwarb er den Bachelor-Abschluss und 1997 das Ingenieur-Diplom in Forstwissenschaft an der Universidad Nacional Agraria La Molina in Peru. Ab 1985 absolvierte er ein Master-Studium in Ökologie und Evolutionsbiologe an der Princeton University in New Jersey, das er im Oktober 1998 abschloss. Ab dem Jahr 2000 folgte ein Doktoratsstudium an der Louisiana State University, wo er im Mai 2009 mit der Dissertation Phylogeogaphy of Nothoprocta Tinamous and the Phylogeny of the Tinamidae unter der Leitung von James V. Remsen und Robb T. Brumfield zum Ph.D. in den Biowissenschaften promoviert wurde.
Von März 2016 bis Februar 2019 war Valqui außerordentlicher und seit März 2019 ist er ordentlicher Professor für den Bereich Wildtiere und Nationalparks an der Fakultät für Forstwissenschaften der Universidad Nacional Agraria La Molina. Er nahm an Studien zur Taxonomie, Naturschutz, Höhenanpassung und Biogeographie von Wildvögeln teil und er wirkte an vom Consejo Nacional de Ciencia, Tecnología e Innovación Tecnológica (CONCYTEC) zertifizierten Projekten mit, darunter zum Thema „Mathematische Modelle der Artenvielfalt, Beispiele und Anwendungen mit Daten aus dem peruanischen Amazonasgebiet, mit besonderem Schwerpunkt auf Vogelgemeinschaften“.
Valqui gehörte 2006 zu den Gründungsmitgliedern des Zentrums für Ornithologie und Biodiversität (Centro de Ornitología y Biodiversidad, CORBIDI), ein Verein für Naturschützer und Vogelbeobachter in Lima, wo er seit 2007 Präsident ist.
2004 brachte Valqui das Werk Where to Watch Birds in Peru heraus. Im selben Jahr war er Co-Autor der Publikation Aves de las Nubes – Birds of the Clouds. 2005 veröffentlichte er in Zusammenarbeit mit John Patton O’Neill und Charles A. Munn III das Buch Perú: Edén natural de aves.
Valqui war an den Erstbeschreibungen zum Junintapaculo (Scytalopus gettyae), zum Rötel-Drehschwingentyrann (Cnipodectes superrufus), zur Schwarzbrillen-Buschammer (Atlapetes melanopsis), zur Unterart Sciaphylax castanea centunculorum des Napoameisenvogels und zur Unterart Heliangelus regalis johnsoni der Blauen Sonnennymphe beteiligt. 2001 gelang einem Forscherteam der Louisiana State University, in dem auch Valqui mitwirkte, die Wiederentdeckung des Weißmasken-Ameisenvogels (Phytis castaneus), eine Art, die zuvor nur vom Holotypus aus dem Jahr 1937 bekannt gewesen war.